# Faun

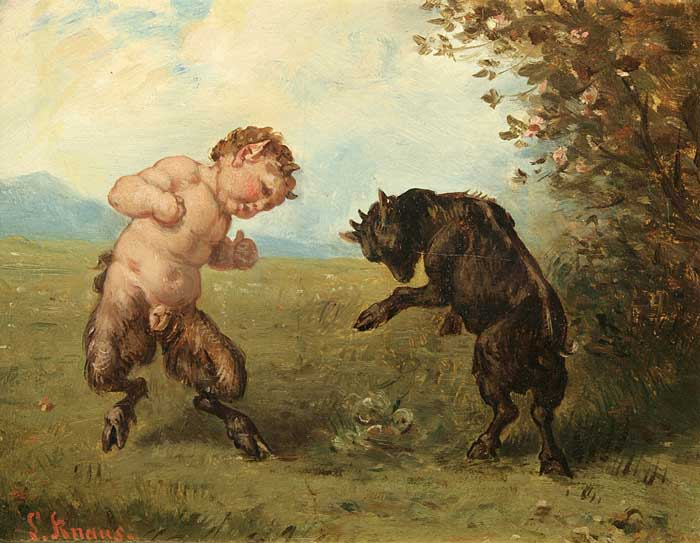
Họa phẩm vè thần dê Faun con

Faun (tiếng Latinh: faunus, tiếng Hy Lạp cổ: φαῦνος, phaunos, phát âm [pʰaunos]) là một sinh vật thần thoại nửa người nửa dê xuất hiện trong thần thoại La Mã, đó là một vị thần rừng dưới hình dạng người lai dê thường xuất hiện trong thần thoại của Hy Lạp và La Mã. Chúng là biểu tượng của hòa bình và khả năng sinh sản và thủ lĩnh của chúng là Silenus là một vị thần trong thần thoại Hy Lạp. Trong nghệ thuật cổ điển, hình tượng Faun xuất hiện khá nhiều trong các bức vẽ và tượng điêu khắc.

## Mô tả
Trong thần thoại Hy Lạp thì những gã đàn ông thân dê thường được gọi là Satyr (nửa người nửa ngựa), còn trong thần thoại La Mã thì Faun là những sinh vật hai chân với chân và đuôi của một con dê và đầu, thân và cánh tay của một người đàn ông và thường được mô tả với cái sừng của con dê và tai nhọn, cụ thể là Faun có hình dạng nửa người nửa dê, với thân trên là con người nhưng có sừng và tai dê, phần thân từ thắt lưng trở xuống là thân dê.
Những sinh vật này đã được người La Mã vay mượn ngoại hình của chúng từ các vị thần dê Satyr trong thần thoại Hy Lạp, đến lượt chúng lại mượn ngoại hình của chúng từ thần Pan của đền thờ Hy Lạp. Faun có nhiều điểm tương đồng với Satyr nhưng có những điểm đặc trưng để phân biệt hai sinh vật này. Faun ít lông lá hơn, đầu óc khá ngu ngốc và cũng không đam mê rượu và gái đẹp như Satyr. Không giống như một Faun, một satyr được biết là có nhiều ham muốn tình dục. Faun thường xuất hiện trong câu chuyện về những người lữ khách cô đơn giữa nơi hoang vắng. Sinh vật này thường hiện ra để trò chuyện và hướng dẫn đường đi cho những người có nhu cầu, nhưng có khi Faun bày trò quấy phá, cản trở chuyến đi của con người. Đôi khi Faun cũng được mô tả như một sinh vật nửa người nửa hươu, và cũng có thể là phái nữ. 